# James McDonald (baseball)
Pour les articles homonymes, voir James McDonald et McDonald.
James Zell McDonald (né le 19 octobre 1984 à Long Beach, Californie, États-Unis) est un lanceur droitier de la Ligue majeure de baseball qui est présentement agent libre. 

## Carrière

### Dodgers de Los Angeles
Après des études secondaires à la Polytechnic High School de Long Beach (Californie), James McDonald est drafté en juin 2002 par les Dodgers de Los Angeles au onzième tour de sélection. Il repousse un temps l'offre et entame des études supérieures au Golden West College à Huntington Beach (Californie), où il porte les couleurs des GWC Rustler Athletics en 2003.  
McDonald rejoint finalement les rangs professionnels en signant son premier contrat professionnel chez les Dodgers le 26 mai 2003. 
Il passe cinq saisons en Ligues mineures avant d'effectuer ses débuts en Ligue majeure le 17 septembre 2008. Il lance six manches en quatre parties dans la dernière portion du calendrier régulier, sans accorder de point à l'adversaire. Il blanchit également l'équipe adverse en cinq manches et un tiers lancées en relève pour les Dodgers durant la Série de championnat de la Ligue nationale contre Philadelphie.
En 2009, McDonald est appelé au monticule à 45 reprises et on lui confie la balle 4 fois à titre de lanceur partant. Il conclut l'année avec 5 victoires et 5 défaites, une moyenne de points mérités de 4,00 et 54 retraits sur des prises en 63 manches lancées. C'est à titre de partant qu'il mérite son premier gain dans les majeures le 25 avril 2008 face aux Rockies du Colorado. 
McDonald porte le numéro d'uniforme 52 à ses débuts chez les Dodgers, mais change par la suite pour le 31.

### Pirates de Pittsburgh
Le 31 juillet 2010, McDonald et le voltigeur des ligues mineures Andrew Lambo passent aux Pirates de Pittsburgh en retour du lanceur Octavio Dotel.
Il amorce 31 parties des Pirates en 2011 et remporte 9 victoires contre 9 défaites avec une moyenne de points mérités de 4,21.
Le 21 juin 2012, il lance son premier match complet en carrière dans la victoire de 9-1 des Pirates à Pittsburgh sur les Twins du Minnesota.
Il remporte un sommet personnel de 12 victoires en 2012, contre 8 défaites. Sa moyenne se chiffre à 4,21 en 171 manches lancées lors de 29 départs et une apparition en relève. Il réussit 151 retraits sur des prises, son plus haut total en une année. Mais les chiffres sont légèrement trompeurs : McDonald connaît en effet une brillante première moitié de saison, avant de s'effondrer pour la suite du calendrier régulier. Lorsqu'est joué le match des étoiles en juillet sa moyenne de points mérités n'est que de 2,37 et plusieurs partisans estiment injuste qu'il n'ait pas été invité à la classique de mi-saison. Sa moyenne s'élève à 7,52 après la pause du match d'étoiles,.
Sur la liste des joueurs blessés durant presque toute la saison 2013 en raison de douleurs à l'épaule, McDonald ne débute que 6 parties des Pirates et s'en tire avec 2 victoires, autant de défaites, et une moyenne de 5,76 en 29 manches et deux tiers au monticule. 

### Cubs de Chicago
Devenu agent libre, McDonald rejoint les Cubs de Chicago le 13 février 2014 sur un contrat d'une saison. Blessé à l'épaule, il ne joue pas un seul match en 2014. 

## Statistiques
| Saison | Équipe     | G  | GS | CG | SHO | V | D  | SV | IP    | SO  | ERA  |
| ------ | ---------- | -- | -- | -- | --- | - | -- | -- | ----- | --- | ---- |
| 2008   | LA Dodgers | 4  | 0  | 0  | 0   | 0 | 0  | 0  | 6.0   | 2   | 0,00 |
| 2009   | LA Dodgers | 45 | 4  | 0  | 0   | 5 | 5  | 0  | 63.0  | 54  | 4,00 |
| 2010   | LA Dodgers | 4  | 1  | 0  | 0   | 0 | 1  | 0  | 7.2   | 7   | 8,22 |
| 2010   | Pittsburgh | 11 | 11 | 0  | 0   | 4 | 5  | 0  | 64.0  | 61  | 3,52 |
| Totaux | Totaux     | 64 | 16 | 0  | 0   | 9 | 11 | 0  | 140.2 | 124 | 3,84 |

| Saison | Équipe     | G | GS | CG | SHO | V | D | SV | IP  | SO | ERA  |
| ------ | ---------- | - | -- | -- | --- | - | - | -- | --- | -- | ---- |
| 2008   | LA Dodgers | 2 | 0  | 0  | 0   | 0 | 0 | 0  | 5.1 | 7  | 0,00 |
| Totaux | Totaux     | 2 | 0  | 0  | 0   | 0 | 0 | 0  | 5.1 | 7  | 0,00 |

Note : G = Matches joués ; GS = Matches comme lanceur partant ; CG = Matches complets ; SHO = Blanchissages ; 
V = Victoires ; D = Défaites ; SV = Sauvetages ; IP = Manches lancées ; SO = Retraits sur des prises ; ERA = Moyenne de points mérités.